# 国際日本文化研究センター
国際日本文化研究センター（こくさいにほんぶんかけんきゅうセンター、英：International Research Center for Japanese Studies）は、人間文化研究機構を構成する、京都府京都市西京区にある大学共同利用機関。歴史学者の宮地正人は、中曽根康弘が日本のアイデンティティを確立する「日本学」を創造させる意図のもとに創設したという見解を発表している。

## 沿革
- 1982年 「日本文化の総合的研究の方法に関する研究」（文部省科学研究費補助金）の実施
- 1983年 「日本文化総合研究の研究体制のあり方に関する研究」（文部省科学研究費補助金）の実施
- 1984年 国立民族学博物館の事業として「日本文化研究に関する調査研究」の実施
- 1987年 大学共同利用機関国際日本文化研究センター創設
- 1992年 総合研究大学院大学文化科学研究科国際日本研究専攻設置
- 2003年 国立大学の法人に伴い、大学共同利用機関法人人間文化研究機構の傘下となる。

## 歴代所長
- 1987年 初代所長・梅原猛
- 1995年 第2代所長・河合隼雄（名誉教授）
- 2001年 第3代所長・山折哲雄（名誉教授）
- 2005年 第4代所長・片倉もとこ(国立民族学博物館名誉教授)
- 2008年 第5代所長・猪木武徳（教授）
- 2012年 第6代所長・小松和彦（教授）
- 2020年 第7代所長・井上章一（教授）

## 所属研究者
- 井上章一（所長）
- 松田利彦（副所長）
- フレデリック・クレインス（副所長）
- 磯前順一（教授）
- タイモン・スクリーチ（教授）
- 劉建輝（教授）
- 伊東貴之（教授）
- 山田奨治（教授）
- 瀧井一博（教授）
- 安井眞奈美（教授）
- 磯田道史（教授）
- 楠綾子（教授）
- 榎本渉（教授）
- 呉座勇一（准教授）

## 名誉教授
- 埴原和郎
- 河合隼雄
- 久野昭
- 梅原猛
- 伊東俊太郎
- 中西進
- 速水融
- 村井康彦
- 杉本秀太郎
- 芳賀徹
- 浜口恵俊
- 山折哲雄
- 山田慶児
- 飯田経夫
- 尾本惠市
- 石井紫郎
- 木村汎
- 赤澤威
- 片倉もとこ
- 今谷明
- 千田稔
- 合庭惇
- 井波律子
- 猪木武徳
- 安田喜憲
- 宇野隆夫
- 鈴木貞美
- 白幡洋三郎
- 戸部良一
- 笠谷和比古
- 末木文美士
- 早川聞多
- パトリシア・フィスター
- 小松和彦
- 細川周平
- 稲賀繁美
- ジョン・ブリーン
- 坪井秀人
- マルクス・リュッターマン（ドイツ語版）
- 大塚英志
- 倉本一宏
- 荒木浩
- 牛村圭

## 元所属研究者
- ドナルド・キーン
- 村上泰亮
- 中沢新一
- 村松岐夫
- 辻惟雄
- 頼富本宏
- 川勝平太
- 園田英弘
- 上垣外憲一
- 柏岡富英
- 森岡正博
- 落合恵美子
- 佐藤卓己
- 長田俊樹
- 黒須里美
- 加藤祐三
- 森洋久
- 池内恵
- アレキサンダー・ベネット
- タチアーナ・ソコロワ＝デリューシナ
- 佐野真由子
- 郭南燕
- 古川綾子 (国文学者) ほか